# Picipes
Picipes Zmitr. & Kovalenko (czarnostopka) – rodzaj grzybów z rodziny żagwiowatych (Polyporaceae).

## Systematyka i nazewnictwo
Pozycja w klasyfikacji według Index Fungorum: Polyporaceae, Polyporales, Incertae sedis, Agaricomycetes, Agaricomycotina, Basidiomycota, Fungi.
W 2021 roku Komisja ds/ Polskiego Nazewnictwa Grzybów przy Polskim Towarzystwie Mykologicznym zaproponowało polską nazwę rodzajową czarnostopka.
Gatunki występujące w Polsce
- Picipes badius (Pers.) Zmitr. & Kovalenko 2016 – czarnostopka kasztanowa[2]
- Picipes melanopus (Pers.) Zmitr. & Kovalenko 2016 – czarnostopka ciemnonoga[2]
- Picipes rhizophilus (Pat.) J.L. Zhou & B.K. Cui 2016 – czarnostopka korzonkowa[2]

Nazwy naukowe na podstawie Index Fungorum, wykaz gatunków i nazwy polskie według komisji.